# Sel-Sojuz
Sel-Sojuz (Związek Wiejski, Ukraińskie Zjednoczenie Socjalistyczne – Związek Wiejski) – ukraińska chłopska partia polityczna, działająca na południowo-wschodnich terenach II Rzeczypospolitej.
Formalnie partia została założona na zjeździe w Chełmie 17 sierpnia 1924. Jej głównymi hasłami była reforma rolna polegająca na otrzymaniu ziemi bez wykupu oraz poszerzenie praw obywatelskich ludności ukraińskiej.
Głównymi działaczami byli: Pawło Wasyńczuk (pierwszy przewodniczący), Andrij Bratuń, Serhij Kozyćkyj, Serhij Nazaruk, Maksym Czuczmaj, Stepan Makiwka. Organem partii był tygodnik „Nasze Żyttja”.
W październiku 1926 większość działaczy Sel-Sojuza weszła do Ukraińskiego Włościańsko-Robotniczego Zjednoczenia Socjalistycznego (Sel-Robu), a mniejszość z Pawłem Wasyńczukiem zbliżyła się do Ukraińskiego Zjednoczenia Narodowo-Demokratycznego. W wyborach w 1928 Sel-Sojuz zdobył 2 mandaty.
Sel-Sojuz bardzo przyczynił się do rozwoju ukraińskiej świadomości narodowej wśród mas chłopskich, oraz rozwoju sieci czytelni i filii Towarzystwa „Ridna Chata”.